# Francesco Castellacci
Francesco Castellacci, född 4 april 1987 i Rom, är en italiensk racerförare.